# Sintema di Frassinere
In geologia AFR è la sigla che individua il caratteristico Sintema di Frassinere, che comprende due diverse zone nell'ambito della provincia di Torino che hanno avuto concomitanza temporale di fasi deposizionali, pur in ambienti spazialmente distanti.
La Commissione Italiana di Stratigrafia della Società Geologica Italiana ha convenuto di suddividere ulteriormente questo sintema in 2 subsintemi per le peculiarità di composizione, elencati di seguito:
- AFR1 - Subsintema di Cresta Grande – nel comune di Torino - subsintema stratigrafico del Piemonte
- AFR2 - Subsintema di Colle Giansesco - nel comune di Alpignano, in provincia di Torino - subsintema stratigrafico del Piemonte